# Campionati italiani di triathlon sprint del 2024
I Campionati Italiani di Triathlon Sprint del 2024 sono stati organizzati da Flipper Triathlon in collaborazione con la Federazione Italiana Triathlon e si sono tenuti a Cervia in Emilia-Romagna, in data 29 settembre 2024
Tra gli uomini ha vinto per la quarta volta Gianluca Pozzatti (707), mentre la gara femminile è andata per la prima volta a Carlotta Missaglia (C.S. Carabinieri).

## Risultati

### Elite uomini
| Pos. | Atleta                      | Società sportiva      | Corsa   | Nuoto   | Corsa   | Totale  |
| ---- | --------------------------- | --------------------- | ------- | ------- | ------- | ------- |
|      | Gianluca Pozzatti           | 707                   | 0.08.33 | 0.26.21 | 0.14.18 | 0.50.56 |
|      | Pietro Giovannini           | Raschiani Triathlon   | 0.08.36 | 0.26.15 | 0.14.46 | 0.51.25 |
|      | David Michael Gar           | Raschiani Triathlon   | 0.08.37 | 0.26.21 | 0.14.39 | 0.51.28 |
| 4    | Michele Bortolamedi         | K3 Cremona            | 0.08.38 | 0.26.13 | 0.14.57 | 0.51.39 |
| 5    | Delian Dimko Stateff        | Fiamme Azzurre        | 0.08.33 | 0.26.12 | 0.15.09 | 0.51.48 |
| 6    | Federico Murero             | Tri Team Brianza      | 0.08.47 | 0.25.51 | 0.15.29 | 0.51.53 |
| 7    | Kiril Polikarpenko          | 707                   | 0.08.45 | 0.26.12 | 0.15.14 | 0.51.57 |
| 8    | Giovanni Lombardo           | Magma Team            | 0.08.45 | 0.26.08 | 0.15.36 | 0.52.15 |
| 9    | Tommaso Sana                | CUS Pro Patria Milano | 0.08.46 | 0.26.08 | 0.15.46 | 0.52.31 |
| 10   | Marco Arnaudo               | K3 Cremona            | 0.08.43 | 0.26.08 | 0.15.52 | 0.52.34 |
| 11   | Marco Lorenzon              | Asd Jesolo Triathlon  | 0.08.44 | 0.26.15 | 0.16.03 | 0.52.48 |
| 12   | Samuele Angelini            | Fiamme Oro            | 0.08.45 | 0.27.41 | 0.14.38 | 0.52.52 |
| 13   | Bartolomeo Alberto Demarchi | Cuneo1198 Mentecorpo  | 0.09.27 | 0.27.02 | 0.14.42 | 0.52.57 |
| 14   | Davide Menichelli           | Doria Nuoto Loano     | 0.09.27 | 0.26.59 | 0.14.44 | 0.52.59 |
| 15   | Riccardo Cultore            | Pol. Mimmo Ferrito    | 0.09.00 | 0.27.28 | 0.15.08 | 0.53.25 |
| 16   | Giovanni Aruffo             | Leosport              | 0.08.41 | 0.26.12 | 0.16.43 | 0.53.29 |
| 17   | Andrea Balestreri           | Krono Lario Team S.s  | 0.09.19 | 0.27.01 | 0.15.16 | 0.53.32 |
| 18   | Edoardo Carlo Del           | Team Star Ssd         | 0.09.11 | 0.27.10 | 0.15.16 | 0.53.33 |
| 18   | Simeone Romano              | Cuneo1198 Mentecorpo  | 0.09.12 | 0.27.08 | 0.15.17 | 0.53.33 |
| 20   | Davide Catalano             | Sbr 3                 | 0.09.25 | 0.27.03 | 0.15.19 | 0.53.36 |

### Elite donne
| Pos. | Atleta                   | Società sportiva      | Corsa   | Nuoto   | Corsa   | Totale  |
| ---- | ------------------------ | --------------------- | ------- | ------- | ------- | ------- |
|      | Maria Carlotta Missaglia | Carabinieri           | 0.10.26 | 0.28.56 | 0.16.33 | 0.57.50 |
|      | Beatrice Mallozzi        | Fiamme Azzurre        | 0.10.26 | 0.28.56 | 0.16.50 | 0.58.06 |
|      | Asia Mercatelli          | 707                   | 0.10.26 | 0.28.56 | 0.16.56 | 0.58.12 |
| 4    | Alessia Orla             | K3 Cremona            | 0.10.16 | 0.29.04 | 0.17.04 | 0.58.22 |
| 5    | Angelica Prestia         | C.s.esercito          | 0.10.22 | 0.28.57 | 0.17.06 | 0.58.27 |
| 6    | Sharon Spimi             | Fiamme Oro            | 0.10.27 | 0.28.52 | 0.17.15 | 0.58.31 |
| 7    | Myral Greco              | Fiamme Azzurre        | 0.10.18 | 0.29.01 | 0.17.24 | 0.58.36 |
| 8    | Costanza Arpinelli       | Fiamme Azzurre        | 0.10.41 | 0.30.14 | 0.17.10 | 0.59.57 |
| 9    | Vittoria Facco           | Fiamme Oro            | 0.10.27 | 0.30.23 | 0.17.09 | 1.00.01 |
| 10   | Tania Molinari           | Piacenzatrivittorino  | 0.10.48 | 0.30.50 | 0.16.30 | 1.00.02 |
| 11   | Luisa Iogna-prat         | 707                   | 0.10.35 | 0.30.14 | 0.17.14 | 1.00.05 |
| 12   | Paola Sacchi             | Raschiani Triathlon   |         |         | 1.00.07 | 1.00.07 |
| 13   | Alice Bagarello          | K3 Cremona            | 0.10.59 | 0.30.36 | 0.16.28 | 1.00.08 |
| 14   | Federica Frigerio        | CUS Pro Patria Milano | 0.10.52 | 0.30.40 | 0.16.29 | 1.00.09 |
| 15   | Teresa Vizio             | Cuneo1198 Mentecorpo  | 0.10.29 | 0.30.20 | 0.17.25 | 1.00.14 |
| 16   | Giada Stegani            | Leosport              | 0.10.27 | 0.30.20 | 0.17.53 | 1.00.41 |
| 17   | Carmela Claudia Paladini | K3 Cremona            | 0.10.27 | 0.30.14 | 0.18.01 | 1.00.51 |
| 18   | Matilde Locatelli        | CUS Pro Patria Milano | 0.11.08 | 0.30.22 | 0.17.19 | 1.00.54 |
| 19   | Myriam Grassi            | Team Star Ssd         | 0.11.06 | 0.30.24 | 0.17.30 | 1.01.02 |
| 20   | Anita Ghelardoni         | Firenze Tri           | 0.10.34 | 0.30.53 | 0.17.32 | 1.01.08 |